# Ambrus Nagy
Ambrus Nagy, född 20 augusti 1927 i Budapest, död 18 juli 1991 i Haag, var en ungersk fäktare.
Nagy blev olympisk silvermedaljör i värja vid sommarspelen 1956 i Melbourne.